# سنبله‌ای آفیسینالیس
سنبله‌ای آفیسینالیس (نام علمی: Stachys officinalis) نام یک گونه از سرده سنبله‌ای است.

## نگارخانه

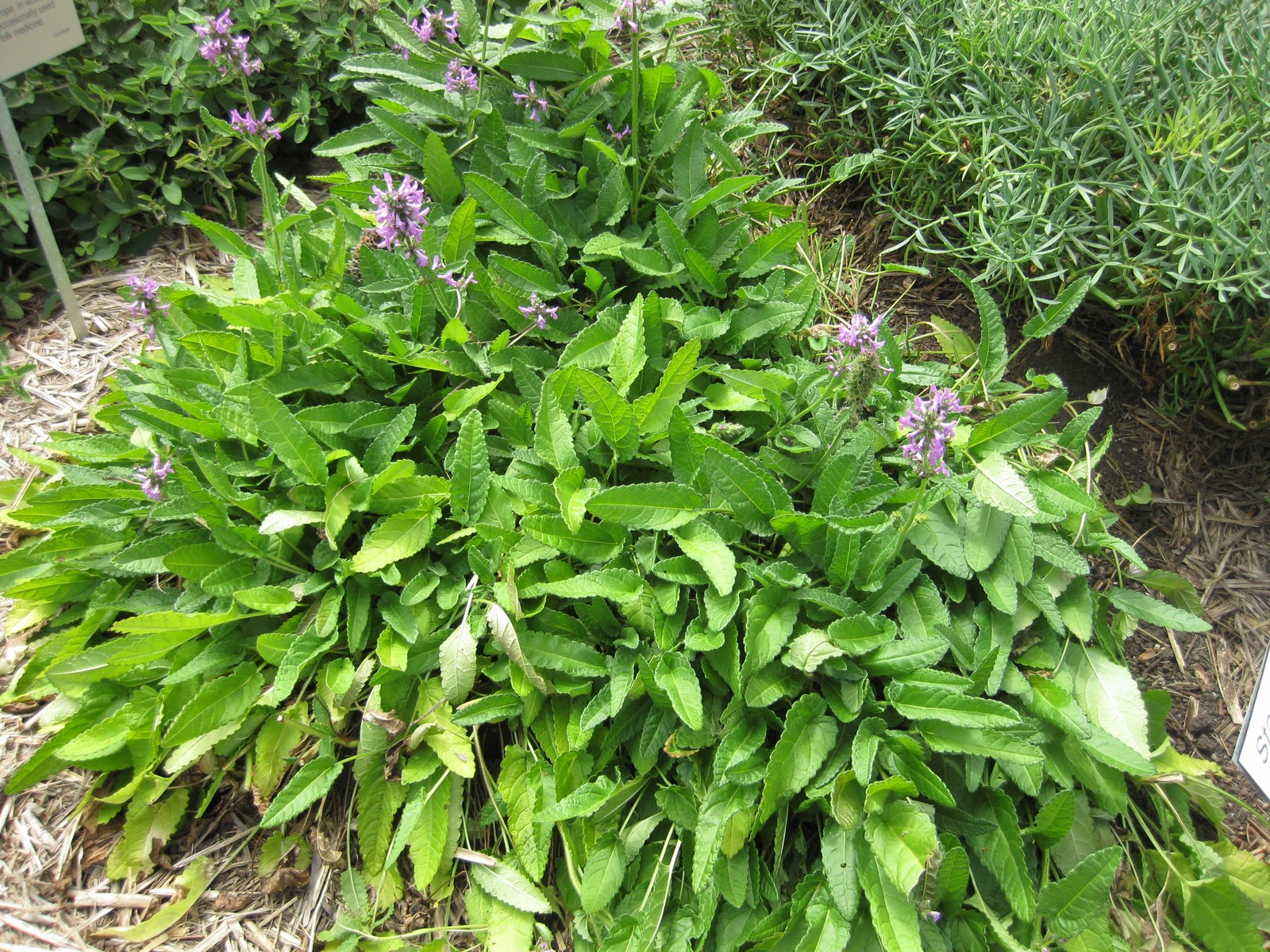
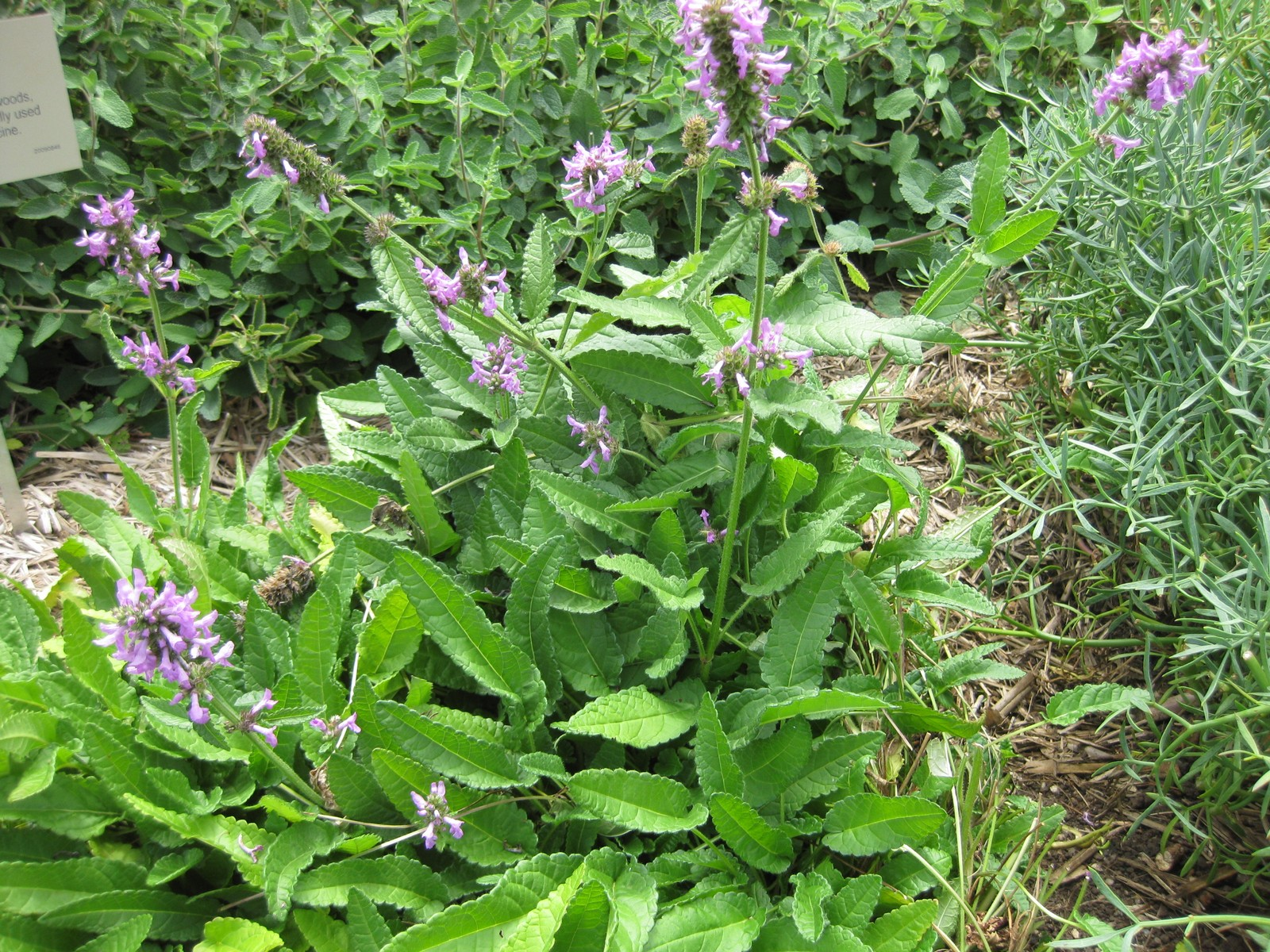
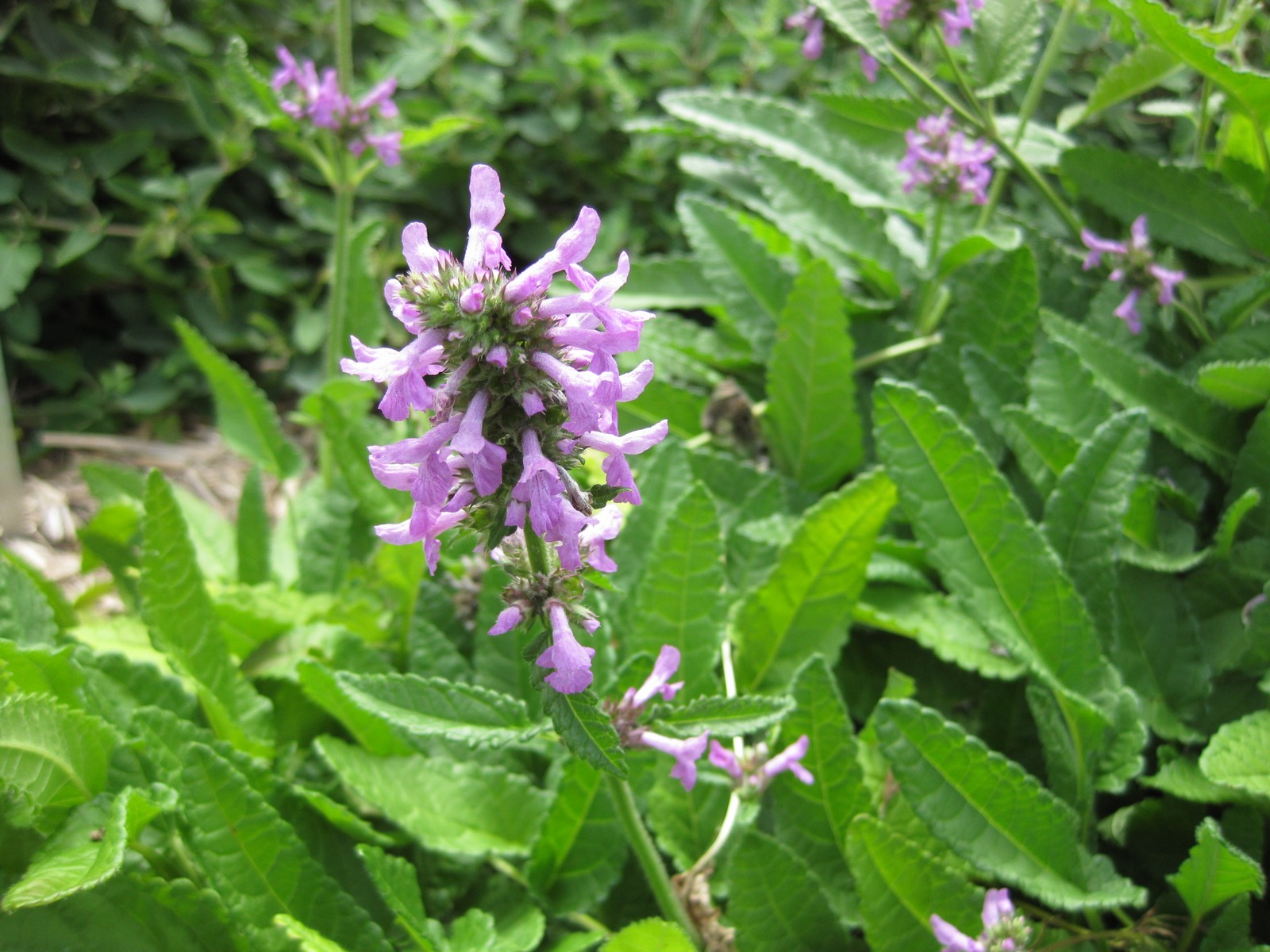